# 蜂巢

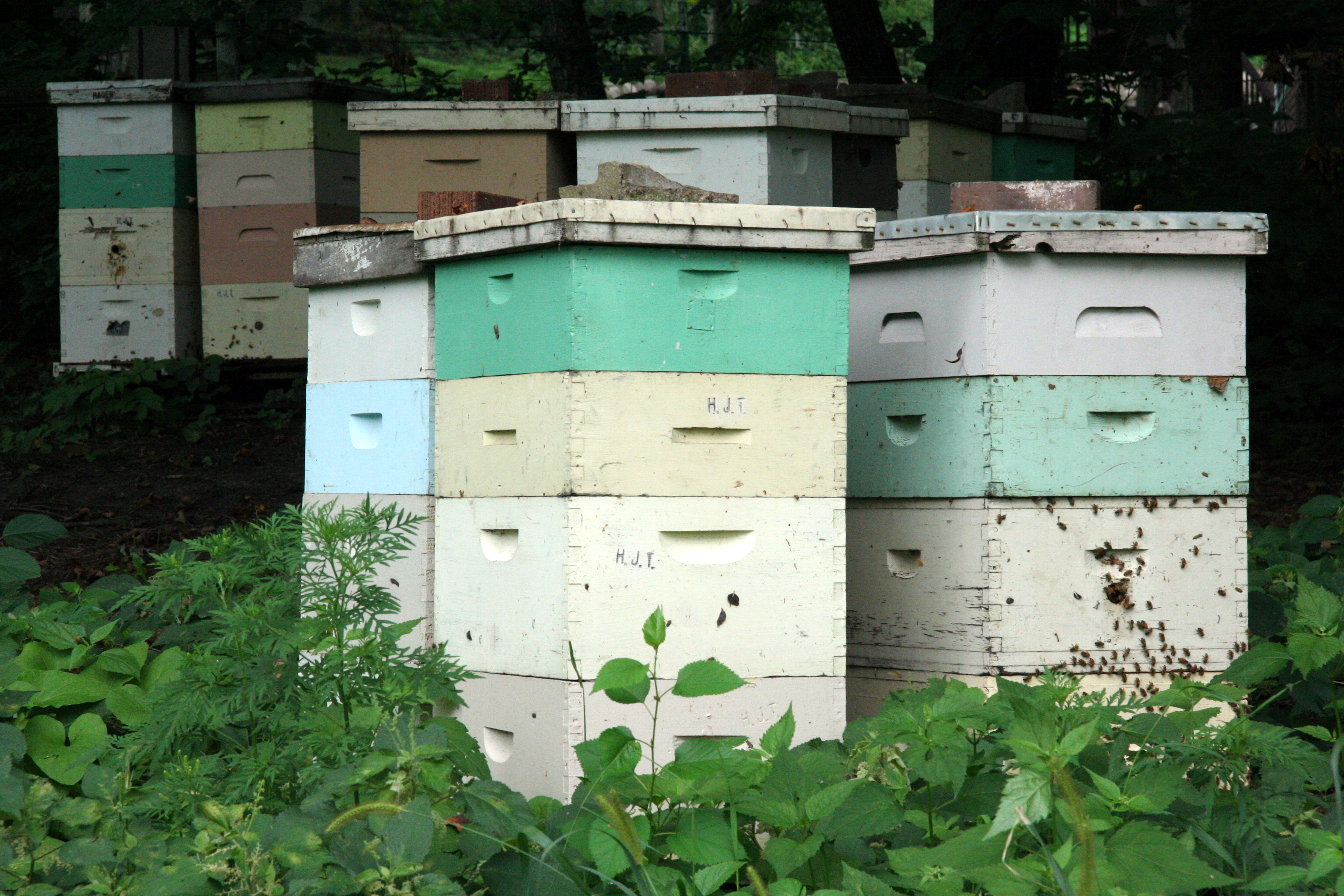
蜜蜂在木製蜂箱出入

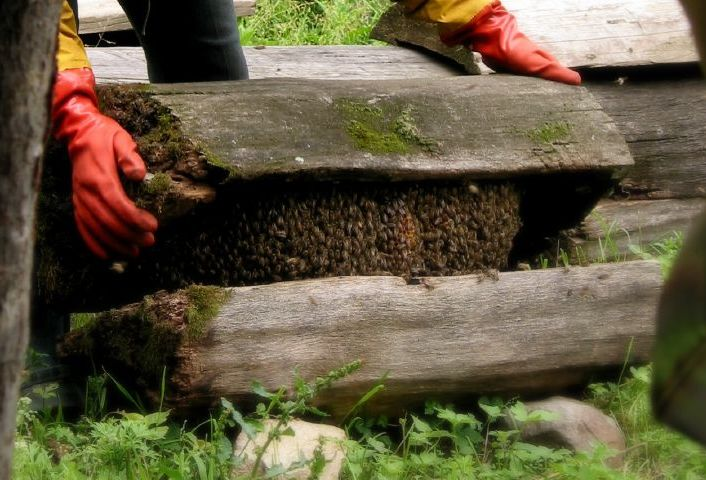
中國四川省的傳統人工蜂巢

蜂巢是指由蜜蜂屬所建造的一種封閉結構，作為他們居住以及繁殖後代的地方。天然的蜂巢存在於野生蜂群之中，可能會佔據樹木中空的部分等空間；而人工養殖蜜蜂則常被養在養蜂場內通稱為蜂箱的人造蜂巢。有相當多種品種的蜜蜂都會建造蜂巢，但其中只有西方蜜蜂和東方蜜蜂被人類馴化。天然蜂巢的作用跟鳥巢相類，其作用為保護居住在裡面的動物。
蜂巢的內部結構稱為蜂房，蜂房由一系列以蜂蠟製作，緊密排列的六角柱體蜂室所組成（但也有说法为，新造的蜂室本身是圆柱状，由于蜂蜡的膨胀与蜂室的长期使用，最终会与周围的蜂室密鋪为六角柱状），蜜蜂用這些蜂房來儲藏食物如蜂蜜和花粉；蜜蜂也在這些蜂房中培育後代，牠們會將幼蟲、卵及蛹藏在個別的蜂房中。
人工蜂箱有許多用途：生產蜂蜜、幫助鄰近農作物授粉，到為進行蜜蜂療法的蜜蜂提供住房，以及為蜂群衰竭失調危險群的蜜蜂提供安全的庇護所等。

## 另見
- 蜂群聽診器
- 蜂房
- 巢

## 外部連結
- American Beekeeping History – The Bee Hive （页面存档备份，存于） at John's Beekeeping Notebook
- Beehives （页面存档备份，存于） – Woodworking plans. BeeSource.Com, 2004.